# Маріка узамбарська
Ма́ріка узамбарська (Cinnyris usambaricus) — вид горобцеподібних птахів родини нектаркових (Nectariniidae). Мешкає в Кенії і Танзанії. Раніше вважався підвидом синьогузої маріки.

## Поширення і екологія
Узамбарські маріки мешкають в горах Таїта на південному сході Кенії та в горах Усамбара і Паре на північному сході Танзанії. Вони живуть у вологих гірських тропічних лісах, у високогірних чагарникових заростях та на гірських луках.

## Збереження
МСОП класифікує стан збереження цього виду як близький до загрозливого. Узамбарські маріки є досить поширеним видом птахів в межах свого ареалу. Їм загрожує знищення природного середовища.